# Dujovschina
Dujovschina (en ruso: Духовщи́на) es una ciudad rusa, capital del distrito homónimo en la  óblast de Smolensk. Se sitúa sobre la rivera del Vostitsa a 57 km al noreste de Smolensk.
En 2021, el territorio de la ciudad tenía una población de 3891 habitantes, de los que 3832 vivían en la propia ciudad y 59 en su única pedanía, el posiólok de Lnozavod.
En la ciudad se encuentra el monasterio Dújov (Духов монастырь, monasterio del Espíritu Santo), construido en el siglo XIII, y adquirió el estatus de ciudad en 1777.
A quince kilómetros de Dujovschina, en la aldea Chizhovo, nació Grigori Potiomkin, militar y político ruso.